# LaC TV
LaC TV è un'emittente televisiva privata italiana che trasmette in Calabria edita da Diemmecom, di proprietà del gruppo Pubbliemme, con sede a Vibo Valentia.
La programmazione è di tipo generalista, caratterizzata dalla presenza di programmi di informazione e approfondimento, di sport e intrattenimento, di inchiesta giornalistica, eventi e cronaca.
È presente sul digitale terrestre in Calabria al canale 11, su Tivùsat al canale 411 e su Sky al canale 820. Le trasmissioni sono visibili anche sul sito web, sugli smart TV con tecnologia HbbTV  e in streaming sul sito LaC Play.

## Storia

### Origini ed esordi
La rete che nasce in origine con il nome di Rete Kalabria, fu fondata da Franco Iannuzzi nel novembre del 1987 a Vibo Valentia, a seguito dell'esperienza di Tele 2000, operativa dal 1977 al 1983.
Le origini dell’emittente risalgono a una precedente esperienza televisiva di Giovanni e Franco Iannuzzi, quando nel 1983, “con un lettore VHS ed un sistema di amplificazione al tempo innovativo” diedero il via, a Rosarno (Reggio Calabria), all’emittente locale Canale 22 che restò in onda dal 1983 a luglio del 1987, trasmettendo contenuti di carattere locale.

#### La fondazione di Rete Kalabria
Nella primavera del 1987, Franco Iannuzzi assieme ad Ivan Iannuzzi, figlio del fratello Giovanni Iannuzzi, individuarono la città di Vibo Valentia, unico grande centro abitato della regione Calabria a non avere un’emittente televisiva, come sbocco ideale per fare crescere l’emittente. Il progetto iniziale prevedeva la collocazione a Vibo Valentia di uno studio televisivo satellite di Canale 22, ma lo sviluppo della nascente provincia di Vibo Valentia ha spinto l’emittente a spostarsi definitivamente a Vibo Valentia.
I fondatori decidono così di terminare l’esperienza di Canale 22 in favore della nascente Rete Kalabria. Nei mesi da luglio a settembre 1987 prese il via l’acquisizione delle attrezzature da Broadcasting, e a settembre 1987 l’emittente era pronta per il lancio. La nascita effettiva di Rete Kalabria è da collocarsi nel novembre del 1987.

### Periodo 1987-2013
A partire dal 1987 Rete Kalabria ha trasmesso programmi di intrattenimento e informazione regionale e locale. Una parte delle trasmissioni viene prodotta internamente dall'emittente ed altre venivano acquistate da produzioni nazionali e internazionali.
Negli anni 1990 è stata affiliata di Amica 9 - Telestar, e nel 1992 venne costituita la società Rete Kalabria srl.
Tra i programmi prodotti i più seguiti c'erano:
- Una canzone per te, condotto da Marco Renzi
- Agora la rubrica di informazione politica condotta da Antonio Ricottilli
- Personaggi allo specchio, rubrica condotta da Vincenzo Varone
- Prego, si accomodi talk condotto da Francesco Prestia
- Krono sport rubrica sportiva condotta da Michele La Rocca

La rete ha trasmesso le edizioni quotidiane del telegiornale. Inoltre ogni domenica veniva trasmesso Il settimanale, una rubrica con le principali notizie della settimana trasmessa con l'ausilio di un interprete in LIS (Lingua dei Segni Italiana) destinata alla comunità sorda segnante.

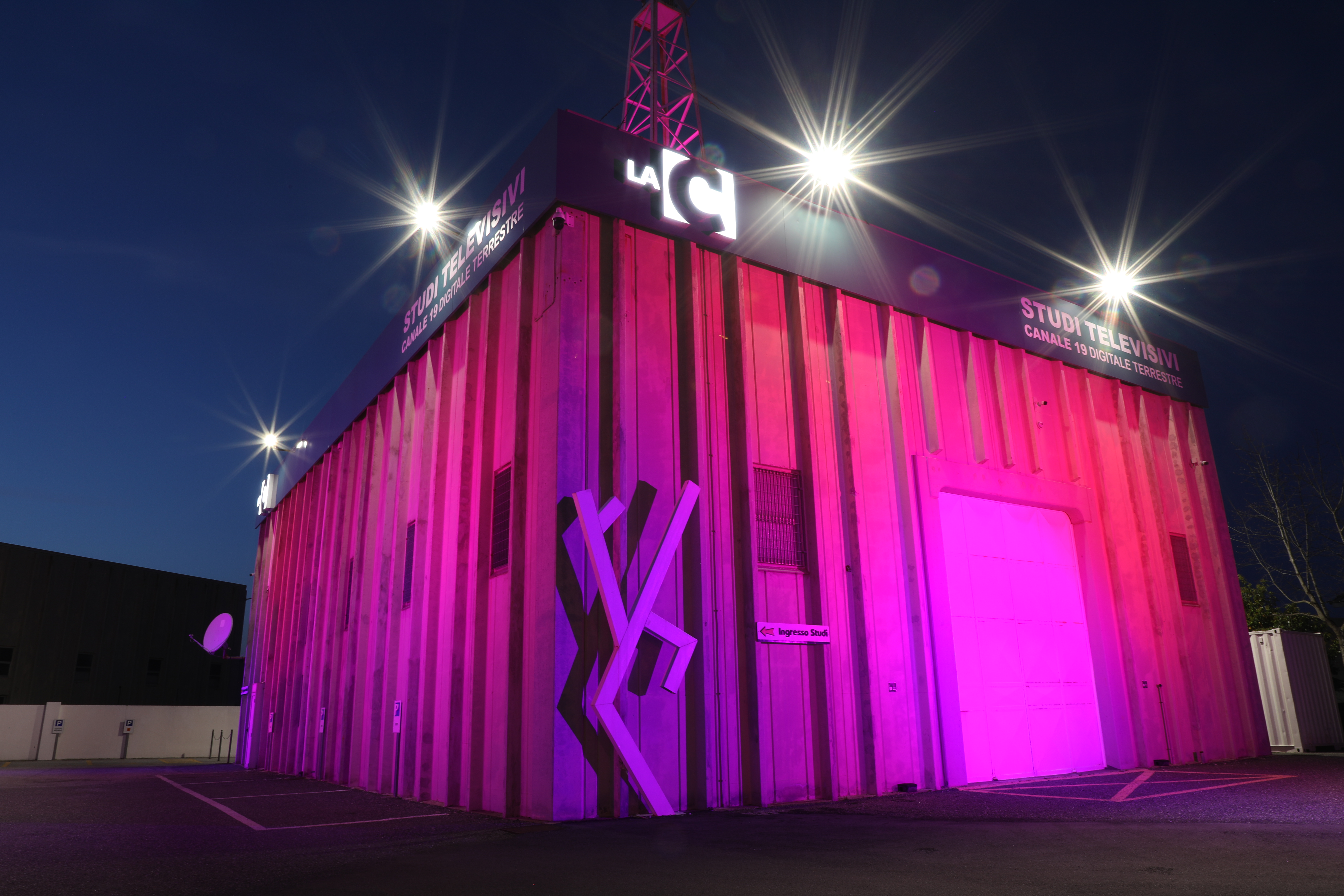
Esterni studio televisivo di LaC TV a Vibo Valentia

### Dal 2013
Nell'ottobre 2013 l'emittente viene rilevata da Publiemme Group, società operante nel campi della raccolta pubblicitaria, dell’editoria, della comunicazione guidata da Domenico Maduli.
A seguito di una operazione di rebranding da parte della nuova proprietà e per volontà dell’editore Maduli, il 20 ottobre 2014, l’emittente Rete Kalabria cambia il nome in LaC. Contestualmente al rebranding, il canale inizia a trasmettere in 16:9 e dal 15 novembre 2014 anche in HD sul canale 519, divenendo la prima emittente televisiva regionale calabrese a trasmettere in questo standard. Sempre nel 2014 alla rete televisiva l’editore affianca la testata online dell’emittente, lanciando la testata giornalistica online lacnews24.it.
Dal 22 maggio 2017 l'emittente cambia denominazione e da LaC assume l'attuale denominazione: LaC TV.
Nel gennaio 2021 la rete lancia LaC Play, il servizio on demand dell'emittente. La piattaforma, inizialmente disponibile per smart TV con tecnologia HbbTV e in seguito anche come sito web e app per dispositivi mobili, permette ai telespettatori di rivedere tutti i programmi del network, far ripartire i programmi in onda con la funzione Restart e altre funzionalità interattive, tra cui la possibilità di vedere in diretta streaming i canali LaC TV, LaC News 24 e LaC Sat (da febbraio 2025 LaC Network). Quest'ultimo canale ha iniziato le proprie trasmissioni il 25 novembre 2021 sul canale 419 della piattaforma Tivùsat e sul canale 820 di Sky Italia, mentre dal 29 novembre cambiano il logo e la grafica.
Il 25 marzo 2022 LaC Sat (da febbraio 2025 LaC Network), si sposta dal canale 419 al 411 di Tivùsat. Il 26 aprile 2022, in occasione del cambio di frequenze avvenuto sul territorio regionale nell'ambito del programma ministeriale per il passaggio ai nuovi standard di trasmissione, LaC TV si sposta al canale 11 del digitale terrestre al quale si affianca dal 14 febbraio 2023 un altro canale del gruppo, LaC On Air al canale 17.

## Programmi
Il palinsesto di LaC TV è composto da varie edizioni del telegiornale (LaC News 24), la cui redazione cura anche il portale online d'informazione lacnews24.it. L’emittente trasmette programmi autoprodotti di diverso genere: tra questi i talk di attualità e politica Perfidia 2.0, Pubblica Piazza, L’Inviato Speciale, Filo Diretto, Prima della Notizia e Rinascita Scott - il maxi processo alla ‘ndrangheta, programmi di inchiesta come LaC Dossier e programmi TV di cultura ed enogastronomia come LaC Storie, Onda Calabra e Parla lo Chef.
LaC TV trasmette anche serie TV italiane e internazionali come Amore senza tempo e programmi di informazione e divulgazione scientifica come LaC Salute. I programmi televisivi prodotti da LaC sono visibili anche in streaming sulla piattaforma web lactv.it. Inoltre vengono trasmessi anche film del passato specialmente del cinema italiano.

### LaC News 24

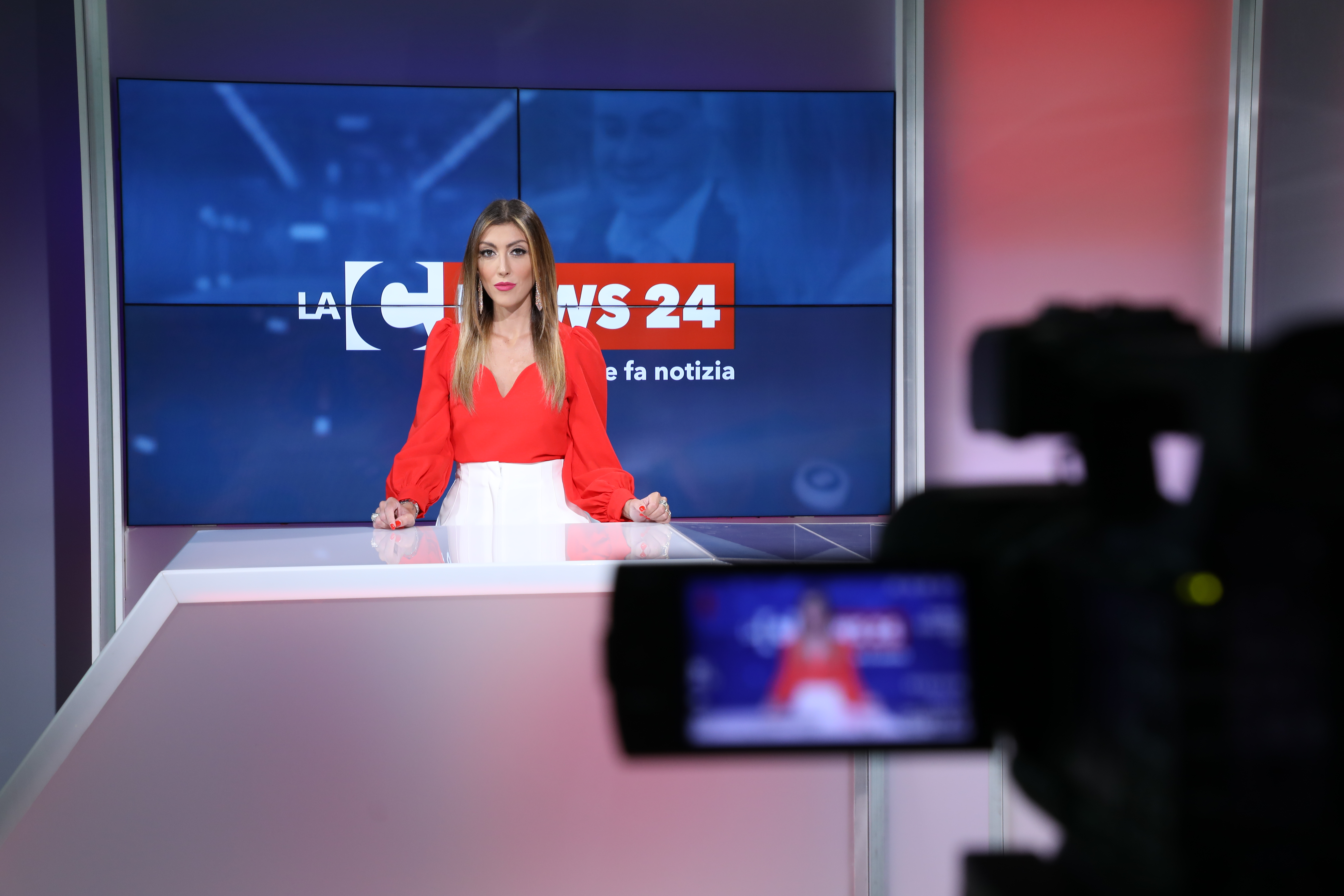
Lo studio di LaC News24

LaC News 24 è il telegiornale di LaC TV, diretto da Franco Laratta. La redazione è composta da giornalisti e conduttori come Pier Paolo Cambareri, Pablo Petrasso, Francesca Lagoteta, Luana Costa, Cristina Iannuzzi, Tonino Raco, Enrico De Girolamo, Rossella Galati, Salvatore Bruno. Va in onda con cinque edizioni quotidiane (7:00, 14:00, 17:30, 20:30 e 23:30), una con il riepilogo dei fatti più rilevanti della settimana (La Settimana, in replica durante la notte) e una in 120 secondi.

## Sede e centri di produzione

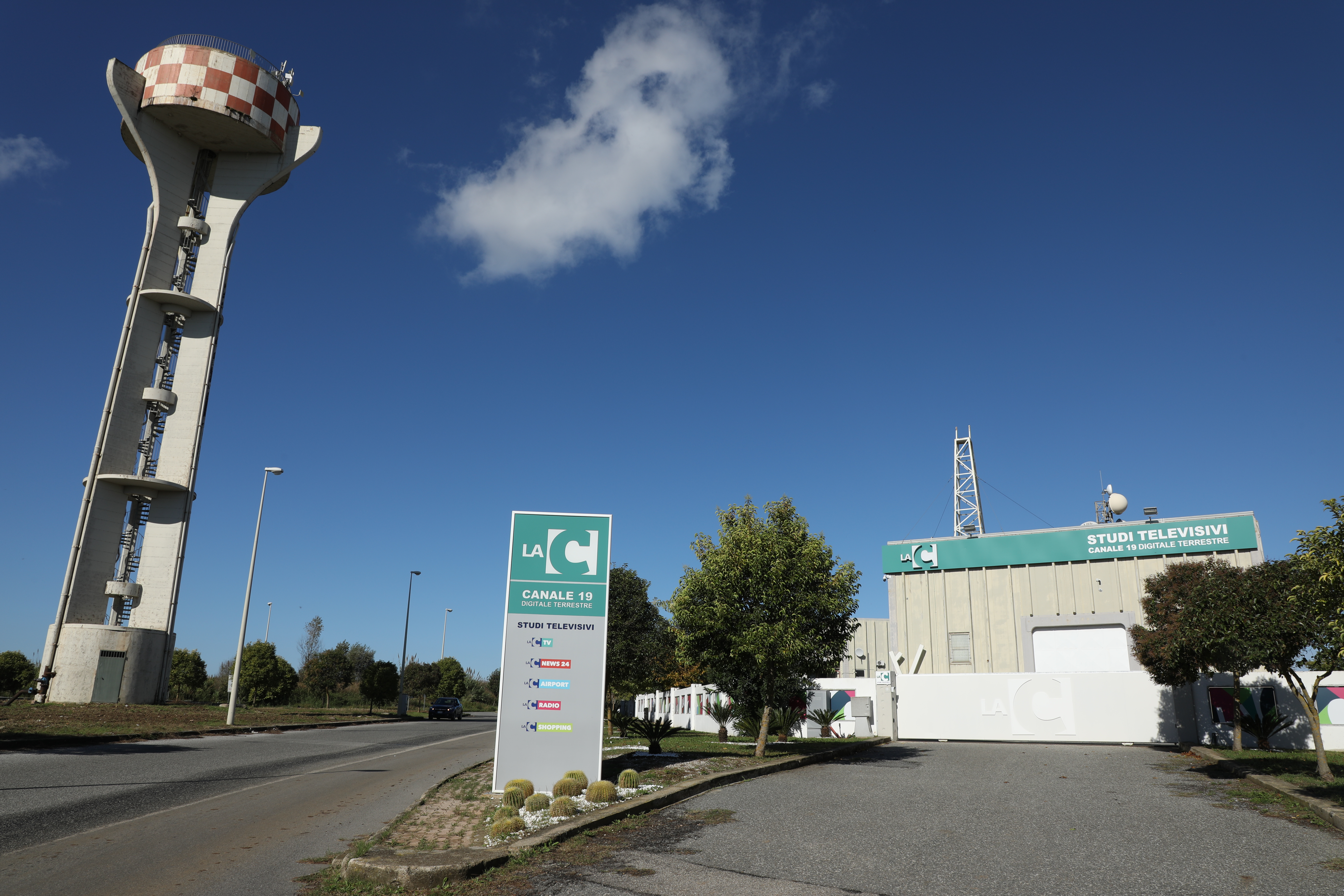
Vista esterna degli studi televisivo di LaC

La sede principale dell'emittente, dalla quale sono prodotte le trasmissioni e avviene l’emissione del segnale, si trova a Vibo Valentia, nella zona industriale Aeroporto, già sede di produzione di Rete Kalabria. Tali studi sono intitolati a Michele Porcelli, un operatore di ripresa e regista dell'emittente deceduto sul lavoro mentre effettuava alcune riprese video.
La maggior parte dei programmi trasmessi da LaC TV sono registrati presso la sede di produzione principale ma l’emittente è dotata anche di centri di produzione esterni: per alcuni programmi, infatti, vengono impiegati anche gli studi di Catanzaro, Rende e Reggio Calabria.
Nel 2016 ha collaborato con l'emittente anche Klaus Davi, il quale ha condotto il programma d'inchiesta Gli Intoccabili.

## Organigramma
- Direttore di rete: Franco Cilurzo
- Direttore di LaCNews24: Franco Laratta
- Vicedirettore tg LacNews24: Pier Paolo Cambareri
- Vicedirettori testata web LaCNews 24: Enrico De Girolamo e Pablo Petrasso

## Loghi

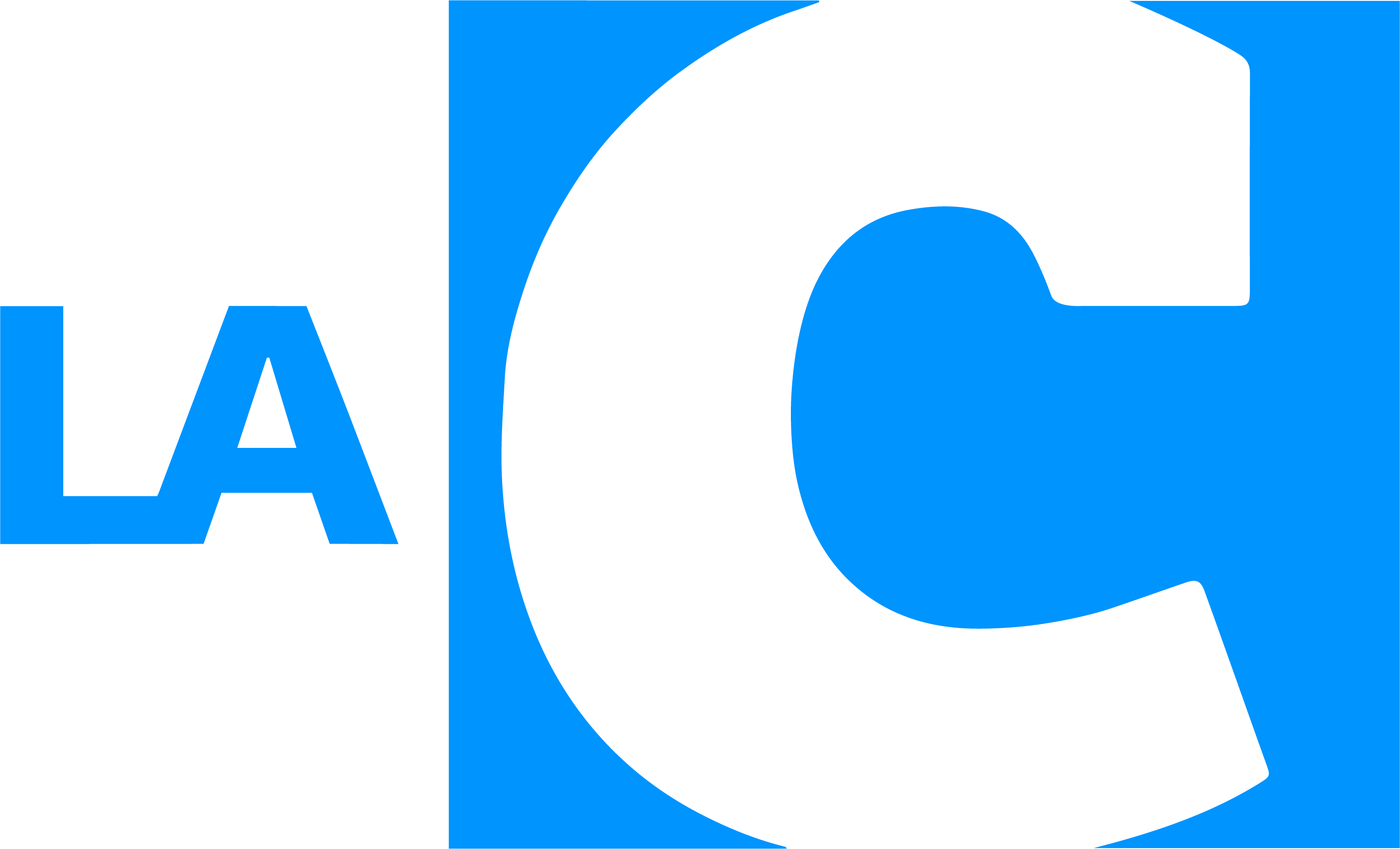
20 ottobre 2014 – 22 maggio 2017
22 maggio 2017 - 29 novembre 2021
In uso dal 29 novembre 2021

## Palinsesto
Di seguito le produzioni interne ed esterne attualmente trasmesse dall'emittente.

### Intrattenimento
- Aspettando Miss Italia
- Casting Miss Italia
- Che bel pomeriggio
- Come quando fuori piove
- Due punti
- LaC Radio Cafè
- La vetrina del buonumore
- Okkiuzzi alle nove
- Permette Signora
- The Nunzio Scalercio show
- Una Domenica così

### Soap opera
- Amore senza tempo

### Cucina e gastronomia
- A casa di zia Wanda
- A casa tua
- A cucinare comincia tu
- Bekér
- La campagnola
- Parla lo chef
- Piovono ricette
- Pizze di Calabria

### Quiz
- Andata e ritorno
- Gioca la coppia
- Pronto e vinci con noi
- Pronto… è mezzogiorno

### Sport
- A tutto campo
- Doctor sport
- I fatti del pallone
- Tuttigol
- Zona D

### Cultura
- Cantamu e sonamu
- Libraria
- Mastri e mestieri

### Economia
- Business class

### Informazione
- A sangue freddo
- Correnti estive
- Eccellenze di Calabria
- E venne il giorno della Calabria
- Expo cafè
- Expo Calabria
- Fede in Calabria
- Filo Diretto
- Generazione
- Gli intoccabili
- I fatti in diretta
- Il divano volante
- LaC Europa
- LaC Eventi
- LaC School
- La Gioia del vangelo
- La Terra del Sole
- L’Inviato Speciale
- Meravigliosa Calabria
- Occhio alla Lince
- Opinioni
- Perfidia
- Pubblica Piazza
- Rinascita Scott - il maxi processo alla ‘ndrangheta
- Sabato in onda
- Speciali LaC News24
- Talking
- Tasse e tributi
- LaC News24
- Verde Regione
- 22º Piano

### Turismo
- E venne il giorno della Calabria
- LaC viaggiare
- La Terra del Sole
- Meravigliosa Calabria
- Onda Calabra
- Pasqualino Marajà
- Sorridi sei in Calabria

### Spettacolo
- Make over you
- 2 tipi di notte

### Salute
- LaC salute
- 30 minuti di medicina naturale

## Conduttori
- Cristina Iannuzzi
- Rossella Galati
- Francesca Lagoteta
- Patrizia De Napoli
- Alessandro Stella
- Nico De Luca
- Tonino Raco
- Francesco Occhiuzzi
- Pietro Comito
- Pasquale Motta
- Pino Gigliotti
- Tiziana Bagnato
- Angela Tuccia
- Antonella Grippo
- Pierpaolo Cambareri
- Enrico De Girolamo
- Tato Iannello
- Max Martinelli
- Gennaro Calabrese
- Franco Laratta
- Pasquale Guaglianone
- Giuseppe Gervasi

## Ascolti

### Contatti medi 24h* di LaC TV
*Giorno medio mensile sul target individui 4+
| Anno | Gen    | Feb    | Mar     | Apr     | Mag    | Giu    | Lug    | Ago    | Set    | Ott     | Nov    | Dic    | Giorno medio annuo |
| ---- | ------ | ------ | ------- | ------- | ------ | ------ | ------ | ------ | ------ | ------- | ------ | ------ | ------------------ |
| 2014 |        |        |         |         |        |        |        |        |        |         |        | 24.088 |                    |
| 2015 | 25.454 | 21.031 | 23.640  | 25.457  | 27.500 | 30.815 | 32.085 | 35.583 | 32.122 | 25.130  | 27.408 | 31.766 |                    |
| 2016 | 39.943 | 34.166 | 28.553  | 30.922  | 36.378 | 50.013 | 54.952 | 50.921 | 41.933 | 42.549  | 32.019 | 33.703 | 39.736             |
| 2017 | 36.700 | 29.307 | 23.677  | 24.362  | 33.628 | 39.251 | 41.704 | 91.122 | 89.848 | 82.480  | 65.728 | 60.931 | 51.738             |
| 2018 | 68.006 | 63.595 | 76.941  | 62.683  | 40.950 | 51.306 | 58.280 | 70.963 | 62.543 | 67.521  | 54.921 | 64.340 | 61.853             |
| 2019 | 76.651 | 64.911 | 68.924  | 69.353  | 72.107 | 72.468 | 79.141 | 75.380 | 82.064 | 68.013  | 65.600 | 70.913 |                    |
| 2020 | 87.629 | 78.612 | 111.966 | 112.545 | 91.384 | 83.458 | 73.757 | 78.482 | 74.203 | 97.725  | 99.903 | 93.617 |                    |
| 2021 | 93.735 | 94.115 | 85.975  | 90.681  | 81.531 | 88.856 | 87.159 | 86.994 | 87.131 | 105.050 |        |        |                    |

## Altri canali
LaC TV ha anche altri canali affiliati, elencati di seguito:
- LaC OnAir: in precedenza nota come LaC Radio, trasmetteva inizialmente una rotazione musicale 24 ore su 24 ma attualmente trasmette in differita di 3 ore la programmazione del canale principale. Dal 14 febbraio 2023 è presente anche in TV sul  canale 17 del digitale terrestre.
- LaC News24: che, oltre a essere il telegiornale di LaC TV, è anche un proprio canale che trasmette 24 ore su 24, le rubriche e le edizioni del notiziario (alcune in contemporanea con LaC TV e altre in replica sul canale).
- LaC Airport: che trasmette per 24 ore su 24, news, meteo, programmi e molto altro. È presente solo all’interno dell’aeroporto di Lamezia Terme.